# 松科
松科（学名：Pinaceae）是松柏纲松柏目的一科，通称松、松树，儘管在漢語，其中不少種類稱作“杉”，一般特點乃葉的形狀像針，防止水分大量被蒸發。而在一些氣候較不炎熱，約北緯40多度至60度的地方（如歐洲等），這類型植物亦為常見。松科有11屬約220-250種，主要分布在北半球。

## 分类
本科可分成若干亚科及属如下：
- 松亞科 Pinoideae
  - 松属 Pinus（約115種）
- 雲杉亞科 Piceoideae
  - 云杉属 Picea（約35種）
- 落叶松亚科 Laricoideae
  - 银杉属 Cathaya（1種）
  - 落叶松属 Larix（約14種）
  - 黄杉属 Pseudotsuga（5種）
- 冷杉亚科 Abietoideae
  - 冷杉属 Abies（約50種）
  - 雪松属 Cedrus（2-4種）
  - 金钱松属 Pseudolarix（1種）
  - 油杉属 Keteleeria（3種）
  - 长苞铁杉属 Nothotsuga（1種）
  - 铁杉属 Tsuga（9種）

## 另見
- 松子
- 松鼠

## 外部連結
- Arboretum de Villardebelle （页面存档备份，存于） Photos page - many images. （英文）
- Arboretum de Villardebelle （页面存档备份，存于） Cones page - images of cones of many species （英文）

## 延伸阅读
[在维基数据编辑]
 《欽定古今圖書集成·博物彙編·草木典·松部》，出自陈梦雷《古今圖書集成》
 《植物名實圖考·松》，出自吳其濬《植物名實圖考》